# Mabrouk Bahri
Mabrouk Bahri est un ingénieur agronome et homme politique tunisien.

## Biographie
Il est gouverneur de plusieurs gouvernorats dans sa carrière : celui de Kébili d'août 1987 à octobre 1990, puis celui de Kasserine de 1990 à 1993, de Ben Arous d'août 1993 à juillet 1996, et enfin de Sousse du 22 juillet 1996 au 3 février 1997.
Lors du remaniement du 22 janvier 1997, il remplace Mohamed Ben Rejeb à la fonction de ministre de l'Agriculture. Il reste à la tête de ce ministère jusqu'au remaniement du 9 octobre 1997, date à laquelle il est remplacé par Sadok Rabah.
À l'issue du congrès de l'Union tunisienne de l'agriculture et de la pêche tenu du 16 au 18 avril 2005, il est élu président de ce syndicat, puis réélu lors du congrès du 16 au 18 avril 2010,.
En mai 2010, il entre au conseil d'administration de Sanders Tunisie, filiale du groupe Sanders.
Après la révolution de 2011, il est accusé de servir, dans sa fonction, le Rassemblement constitutionnel démocratique, le parti dissous du président déchu, Zine el-Abidine Ben Ali. Il démissionne le 3 février 2011,, expliquant que sa décision « émane du souci d'assurer la pérennité de l'action de l'union en cette période délicate, pour qu'elle continue d'assumer son rôle dans le cadre de la conciliation entre toutes les parties ». Il est remplacé à titre temporaire le 5 février par Noureddine Ben Ayed.
Impliqué dans des affaires de corruption et de malversation, le juge d'instruction au tribunal de première instance de Tunis ordonne, le 1er décembre 2011, son interdiction de quitter le territoire tunisien.
Le 8 décembre 2011, il présente sa démission de l'Union maghrébine des agriculteurs, organisation qu'il présidait jusque-là.